# Britischer Friedhof (Kabul)

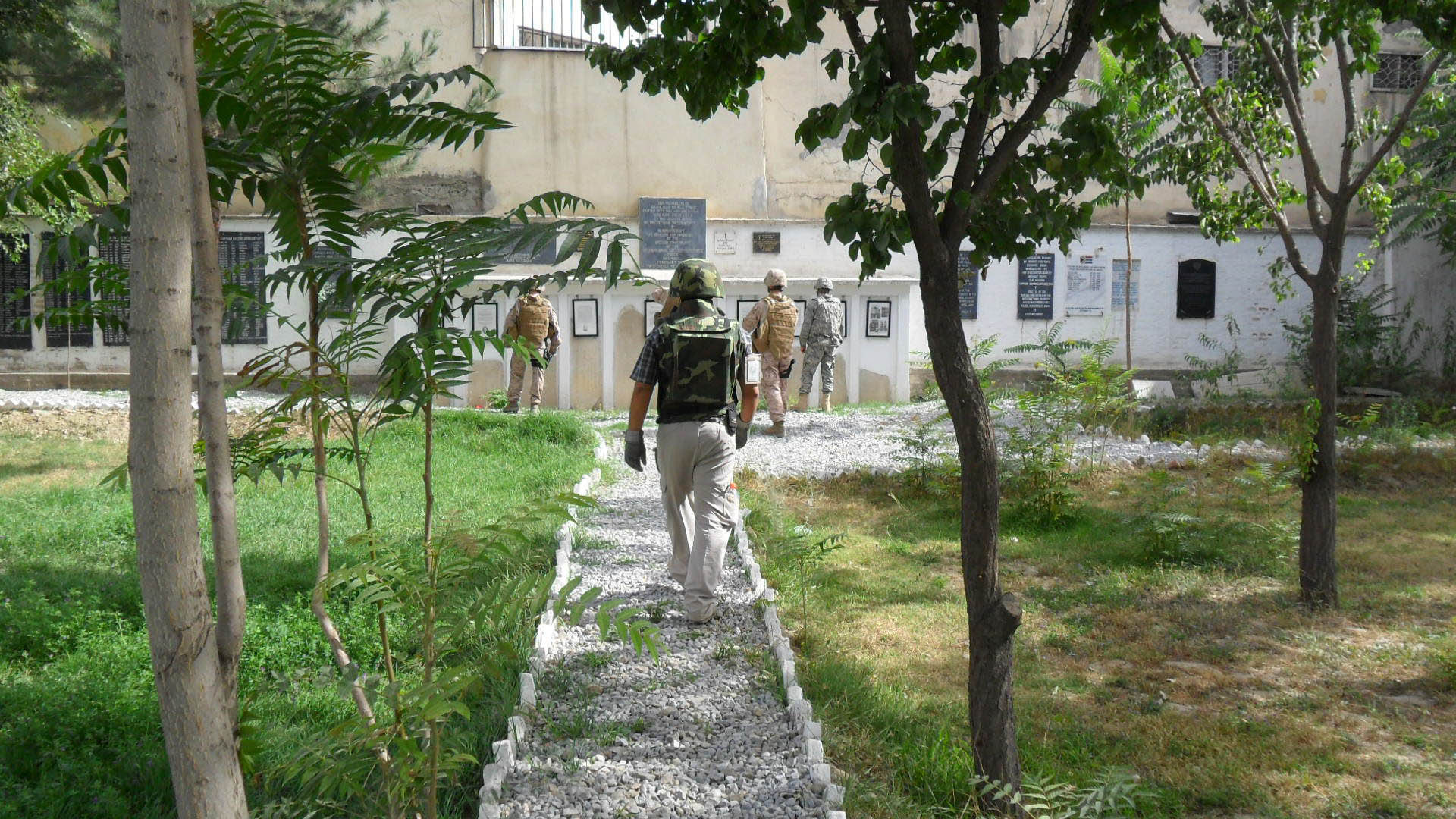
Der Britische Friedhof in Kabul

Der Britische Friedhof (British Cemetery, auch als Christ Cemetery bezeichnet) in Kabul ist ein Friedhof zur Beisetzung britischer Verstorbener und Kriegsgräberstätte, sowie der einzige christliche Friedhof in Afghanistan. Er befindet sich im Stadtteil Shāre Naw und wird finanziell von der Britischen Botschaft in Kabul unterhalten. 
Der Friedhof wurde 1879 von der britischen Armee auf der Stelle des britischen Militärlagers Sherpur Cantonment nach dessen Belagerung für die toten Soldaten des zweiten Anglo-Afghanischen Krieges erbaut. Das Gelände war einst mit Kiefern bepflanzt, die gefällt und später durch Pfirsichbäume ersetzt wurden. Er ist von einer höheren Mauer umgeben und zugänglich über ein spitzbogiges Tor mit einer Holztür aus zwei Flügeln.
Auf dem Friedhof befinden sich etwa 150 Gräber. Begraben sind dort unter anderem Gefallene der International Security Assistance Force und Touristen, die in den 1960er und 1970er Jahren auf dem Hippie trail nach Afghanistan reisten und dort einem Drogenkonsum zum Opfer fielen. Neben Briten wurden auf dem Friedhof auch Menschen anderer Nationalitäten, wie z. B. aus China, Dänemark, Deutschland, Frankreich, Indien, den Philippinen, Polen, Russland und den Vereinigten Staaten beigesetzt. 
Auf Gedenktafeln ist zu lesen „Diese Gedenkstätte ist all jenen britischen Offizieren und Soldaten gewidmet, die ihr Leben in den afghanischen Kriegen des 19. und 20. Jahrhunderts ließen“ und „Selig, die Frieden stiften; denn sie werden Söhne Gottes genannt werden“. Auf dem Friedhof befindet sich das Grab eines deutschen Soldaten aus dem Zweiten Weltkrieg. Der Soldat war auf dem Weg nach Indien und geriet dabei in einen Hinterhalt.

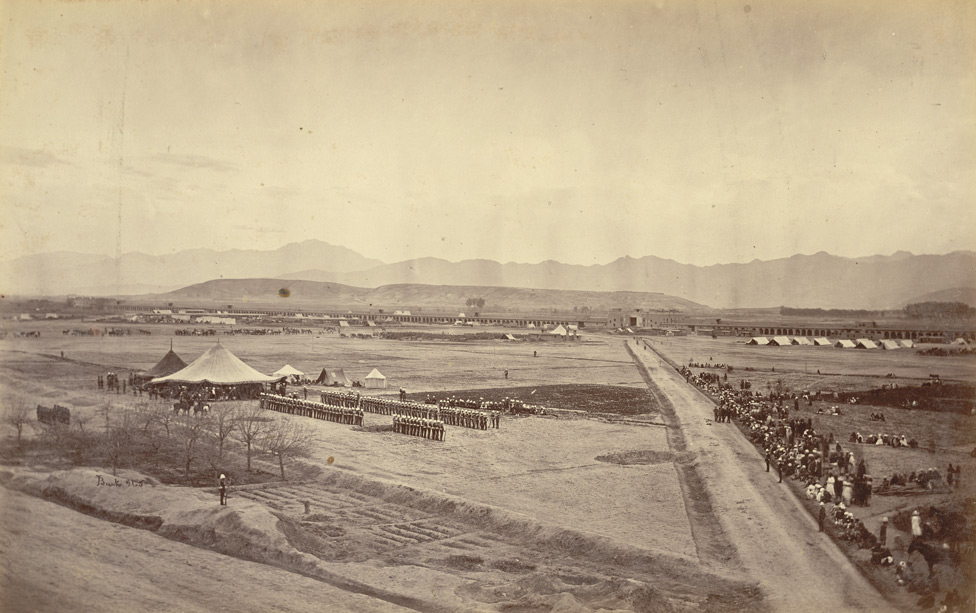
Sherpur Cantonment, 1879

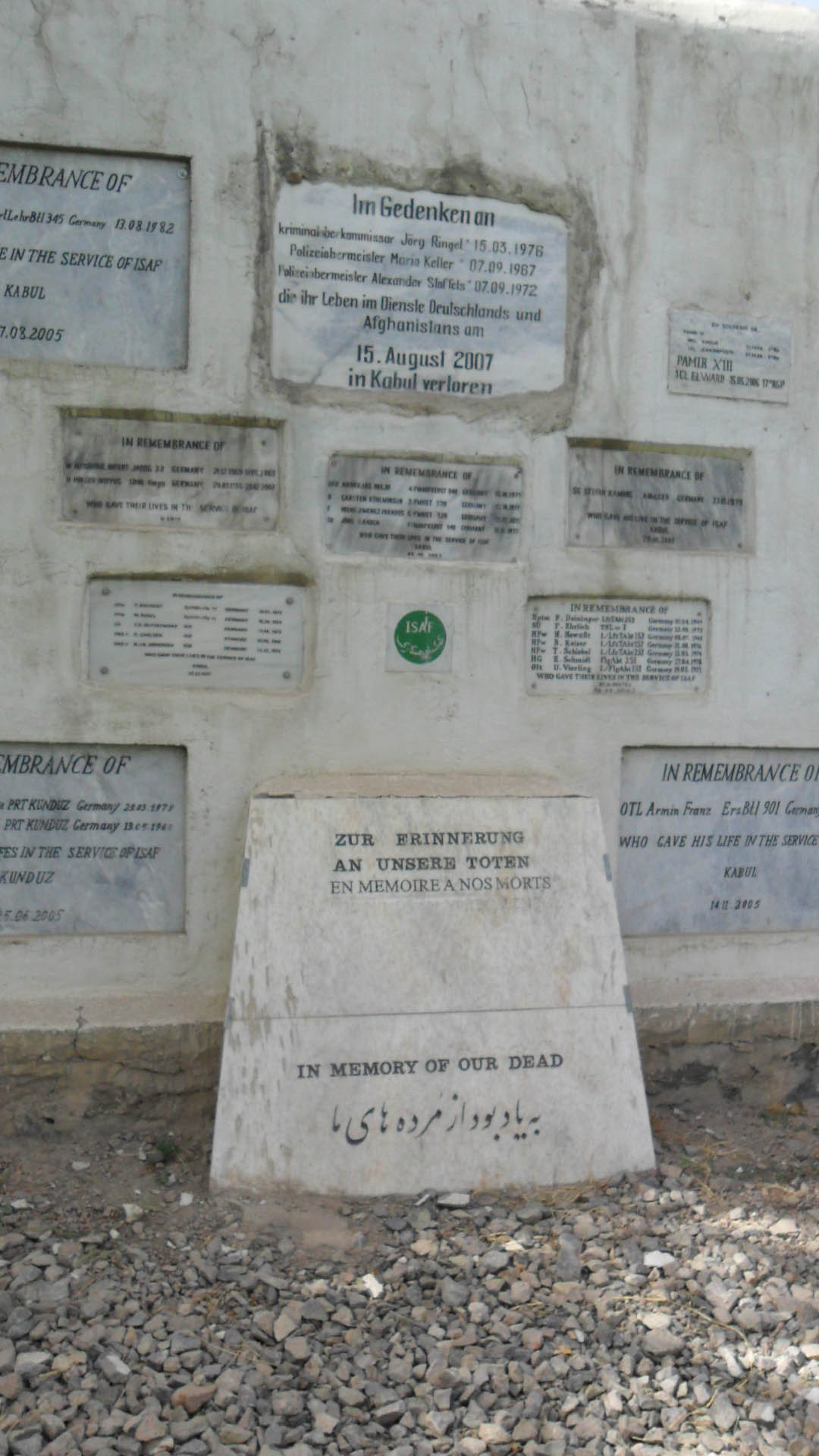
Gedenktafeln

## Beigesetzte Persönlichkeiten
- John Cook, Träger des Victoria-Kreuzes
- Aurel Stein, Entdecker und Archäologe